# Hipposideros papua
Hipposideros papua (Thomas & Doria, 1886) è un pipistrello della famiglia degli Ipposideridi diffuso in Nuova Guinea e nelle Isole Molucche.

## Descrizione

### Dimensioni
Pipistrello di medie dimensioni, con la lunghezza della testa e del corpo tra 49,9 e 55,8 mm, la lunghezza dell'avambraccio tra 49,5 e 52,7 mm, la lunghezza della coda tra 23,6 e 34,8 mm, la lunghezza delle orecchie tra 16,9 e 17,5 mm e un peso fino a 11 g.

### Aspetto
Le parti dorsali sono marroni scure, mentre le parti ventrali sono più chiare. Le orecchie sono lunghe, larghe, triangolari, con una concavità sul bordo posteriore appena sotto l'estremità appuntita e ricoperte internamente di peli nella parte inferiore La foglia nasale presenta una porzione anteriore grande e larga, con tre fogliette supplementari su ogni lato, un setto nasale non rigonfio ma con due alette intorno alle narici ben sviluppate, una porzione posteriore molto alta, con il margine superiore semi-circolare e con tre setti longitudinali che la dividono in quattro celle superficiali. La coda è lunga e si estende leggermente oltre l'ampio uropatagio. Il primo premolare superiore è piccolo e situato leggermente fuori la linea alveolare.

### Ecolocazione
Emette ultrasuoni ad alto ciclo di lavoro sotto forma di impulsi a frequenza costante di 123–124 kHz.

## Biologia

### Comportamento
Si rifugia in piccoli gruppi all'interno di grotte.

### Alimentazione
Si nutre di insetti.

### Riproduzione
Femmine gravide sono state catturate nei primi di ottobre.

## Distribuzione e habitat
Questa specie è diffusa nella parte occidentale della Nuova Guinea e sulle isole di Bacan, Biak-Supiori, Gebe, Halmahera e Numfor.
Vive nelle foreste primarie umide tropicali fino a 300 metri di altitudine.

## Conservazione
La IUCN Red List, considerato il vasto areale e l'abbondanza, classifica H.papua come specie a rischio minimo (Least Concern).